# BMW Malaysian Open
BMW Malaysian Open — жіночий тенісний турнір, що входить до WTA туру як турнір міжнародного рівня. Турнір проводиться з 2010 року, а з 2011 року його спонсором є BMW. 

## Фінали

### Одиночний розряд
| Рік  | Чемпіонка         | Фіналістка          | Рахунок             |
| ---- | ----------------- | ------------------- | ------------------- |
| 2017 | Ешлі Барті        | Нао Хібіно          | 6–3,6–2             |
| 2016 | Еліна Світоліна   | Ежені Бушар         | 6-7(5–7), 6–4, 7-5  |
| 2015 | Каролін Возняцкі  | Александра Дулґеру  | 4–6, 6–2, 6–1       |
| 2014 | Донна Векич       | Домініка Цибулькова | 5–7, 7–5, 7–6(7–4)  |
| 2013 | Кароліна Плішкова | Бетані Маттек-Сендс | 1–6, 7–5, 6–3       |
| 2012 | Сє Шувей          | Петра Мартич        | 2–6, 7–5, 4–1 ret.  |
| 2011 | Єлена Докич       | Луціє Шафарова      | 2–6, 7–6(11–9), 6–4 |
| 2010 | Аліса Клейбанова  | Олена Дементьєва    | 6–3, 6–2            |

### Парний розряд
| Рік  | Чемпіонки                         | Фіналістки                          | Рахунок                     |
| ---- | --------------------------------- | ----------------------------------- | --------------------------- |
| 2017 | Ешлі Барті Кейсі Деллаква         | Ніколь Меліхар Макото Ніномія       | 7–6(7–5), 6–3               |
| 2016 | Варатчая Вонгтеанчай Ян Чжаосюань | Лян Чень Ван Яфань                  | 4–6, 6–4, [10–7]            |
| 2015 | Лян Чень Ван Яфань                | Юлія Бейгельзимер Ольга Савчук      | 4–6, 6–3, [10–4]            |
| 2014 | Тімеа Бабош Чжань Хаоцін          | Чжань Юнжань Чжен Сайсай            | 6–3, 6–4                    |
| 2013 | Аояма Сюко Чан Кайчень (2)        | Жанетт Гусарова Чжан Шуай           | 6–7(4–7), 7–6(7–4), [14–12] |
| 2012 | Чан Кайчень Чжуан Цзяжун          | Чжань Хаоцін Фудзівара Ріка         | 7–5, 6–4                    |
| 2011 | Дінара Сафіна Галина Воскобоєва   | Ноппаван Лертчивакарн Джессіка Мор  | 7–5, 2–6, [10–5]            |
| 2010 | Чжань Юнжань Чжен Цзє             | Анастасія Родіонова Аріна Родіонова | 6–7(4–7), 6–2, [10–7]       |